# Ida (Turska)
Ida ili Kazdağı (Kaz Dağları, Karataş Tepesi: "guščja planina") je planina u Turskoj, jugoistočno od ruševina Troje.
Planina je oduvijek povezana s mitovima i kultovima.
U drevna vremena, planina je bila posvećena božici Kibeli. U grčkom mitu, Zeus je oteo lijepog Ganimeda na obroncima Ide i odnio ga na Olimp. Na Idi je održano i natjecanje božica u ljepoti, kada je Paris odlučio da je Afrodita najljepša. Upravo je na Idi Afrodita zavela Anhisa, Enejinog oca. 
Kraj ove je planine na svom pohodu prošao i Kserkso I.